# Stenkulminen i Hasard de Cheratte
Stenkulminen i Hasard de Cheratte (eller blot Cheratte 10) er en tidligere aktiv stenkulkulmine. Minen, der består af fire mineskakter, var den mest betydende mine, der blev blev drevet af det belgiske selskab Société anonyme des Charbonnages og er beliggende i Cheratte, en del af den belgiske by Visé i provinsen Liège i Vallonien.
Minen åbnede første gang i 1850, men lukkede igen i 1877 efter en ulykke. Minen 1907 og var aktiv frem til 1977. Området henlå herefter som en ruin. Der er dog planlagt en gennemgribende renovering af området og nedrivning af bygninger i 2017.

## Historie
Den første mineskakt blev gravet ud i 1850. Skakten havde en dybde på 250 meters. Efter at have vurderet minen konkluderede ingeniørerne, at lagene af kul lå dybt, hvorfor skakten blev udgravet til 420 meters. I perioden herefter blev området udbygget med flere markante bygninger på jorden, ligesom der blev åbnet yderligere en skakt.
En tredje mineskakt blev bygget mellem 1927 og 1947. I 1938 var skakten nået ned i 313 meters dybde, men var først operationel i 1953, var dybden var nået 480 meter. I 1930'erne var 1.500 mand beskæftiget i mine. Ved lukningen den 31. oktober 1977 var 600 minearbejdere beskæftiget på stedet.
- De gamle bygninger, revet ned i 1905
- Mine nr. 1 lige efter ombygningen
- Indgang ved mine 1
- Tårnet ved Belle-Fleur minen og beboelsesejendomme

## Arkitektur
Kulminen har bygninger, der hver især repræsenterer forskellige typer industriel arkitektur. Hver af tårnene er opført i forskellig stil. Tårnet ved mine nr. 1 er i en middelalderlig stil, hvorimod tårnet i mine 2 er en metalkonstruktion. Tårnet ved mine 3 er af beton. Tårnet ved Belle-Fleur er bygget efter samme princip, men er højere og er bygget i en arkitektonisk stil repræsentativ for 1920'erne.

## Udvikling af området
Efter lukningen blev området købt af en flamsk developer, der ønskede at rive bygningerne ned. De belgiske myndigheder traf dog en række afgørelser, der besværliggjorde eller hindrede en nedrivning.
Efter mere end tredive år og langvarige forhandlinger om områdets fremtid besluttede myndighederne i 2013 at ekspropriere området. Efter ekspropriationen vil området blive renoveret og en række ikke-bevaringsværdige bygninger vil blive revet ned i oktober 2015. Området skal herefter anvendes til beboelse og erhverv.

## Eksterne links
- Wikimedia Commons har flere filer relateret til Stenkulminen i Hasard de Cheratte
- Dokumentation om minen (fransk)

50°40′51″N 5°40′13″Ø / 50.68083°N 5.67028°Ø